# 2020년 우주의 원더키디
《2020년 우주의 원더키디》(영어: 2020 Space Wonder Kiddy)는 대한민국의 애니메이션으로 KBS와 세영동화에서 1989년 제작하였고 KBS를 통해 총 13화 분량으로 방영되었다. 서기 2020년의 미래와 우주를 배경으로 한 공상과학만화이며 가수 소방차가 오프닝곡을 불렀다. 뛰어난 퀄리티와 작품성으로 국내보다 오히려 세계 시장에서 호평을 끌었고, 대한민국의 일부 청소년층에서 매니아층이 형성되었다. 88서울올림픽을 기념하여 정부의 정책적인 드라이브에 의해 제작되었으나, 뜻하지 않은 수작이 탄생하게 되었다.

## 줄거리
때는 서기 2020년. 지구에서 폭발적인 인구 증가, 자원 고갈의 위기, 날로 심해져가는 환경오염 문제 등으로 심각한 생활고를 겪게 될 처지에 놓이게 되면서 인류는 지구를 대체할 새로운 행성을 탐사하기 위해 '독수리호'를 우주로 파견하게 된다. 그러나 독수리호가 뜻밖에도 우주항로에서 실종되자 독수리호 선장의 아들인 13세 소년 아이캔은 아버지를 찾아나서기 위해 수색대 우주선에 몰래 탑승하게 되고 동시에 수색대 최연소 대원으로 편입하게 된다. 아이캔은 우주의 한 혹성으로 먼 여행을 떠나게 된다.

## 오프더레코드(비운의 걸작)
애니메이션은 어린아이들의 전유물이라는 대한민국 특유의 정서를 완전히 탈피한 작품이다. 일본의 1979년작인 기동전사 건담처럼 청소년, 성인들을 대상으로 제작했다고 봐도 무방할 정도로 기계문명의 폐해와 인간의 이기심등을 각 등장인물의 표정과 연기에서 알 수 있다. 방영당시 본 애니메이션을 시청했던 어린아이들의 반응은 '무서웠다', '심각하다', '어렵다'의 반응을 보였으나, 치밀한 스토리와 퀄리티로 일부 성인층과 청소년들에게서 매니아층이 형성되었다. 그러나, 애니메이션에 대한 편견으로 전반적인 시청률은 낮았고, 소위 '저주받은 걸작'으로 일컬어졌고, KBS한 방송 관계자는 '국내 환경에서 앞으로 향후 10년동안 이런 명작이 나올 확률이 거의 없다'라고 말했다고 한다. 88서울올림픽 당시 아기공룡 둘리, 달려라 하니, 떠돌이 까치와 같이 정부의 정책적인 드라이브로 만들어진 본 작품은 올림픽기간이 끝남과 동시에 세영동화와 김대중사단이 해산된다. 작화감독, 총감독 등 제작진들은 애니메이션의 불모지인 대한민국을 떠나 해외로 뿔뿔이 흩어져 미국, 일본등지에서 그 실력을 인정받고 있다.
비록 대중에게 관심은 못받았지만, 업계에서는 엄청난 수작으로 평가되고 있다.

## 등장인물
아이캔(Ican)
이 만화의 주인공이자 우주탐사대 독수리호 선장의 아들. 13세 (2007년 출생). 독수리호 선장인 아버지가 우주에서 실종되었다는 소식을 듣자 아버지를 구하기 위해 수색대 우주선에 몰래 들어간 것을 계기로 최연소 수색대 대원으로 편입되었다. 아버지에 대한 그리움이 짙은 성격 때문에 아버지에 관한 얘기를 들으면 가끔 슬퍼하기도 하지만 우주에서 적과 싸울 때는 어린 나이에도 불구하고 뛰어난 사격솜씨를 발휘하기도 했다.
영어로 '할 수 있다 : I can' 을 그대로 이용한 이름이다.
- 성우 - 김순원 / 故 후지타 토시코[1]

예나(Yena)
4회부터 등장. 이 만화의 여주인공으로 UPO성(星)의 외계인이었지만 실상은 마라 마왕의 속방(束邦)이 된 아도나 행성의 아도나 여왕의 친딸이기도 하다. 목에 엄청난 힘을 가진 하드론 전지 목걸이를 가지고 있어 이 때문에 마라 마왕의 부하들로부터 표적이 되기도 했지만 예나의 정신과 하드론 전지의 힘이 합쳐지면 엄청난 에너지가 나와서 상대방을 물리치기도 하며 나중에 아이캔을 만나 그와 친한 사이가 되어 마라 마왕의 부하들과 싸우기도 한다. 곁에는 코니라는 빨간색 우주 생물체가 따라다니기도 한다.
- 성우 - 장유진 / 카나이 미카

선장(Captain) (일본판은 캡틴)
수색대 우주선의 젊은 선장으로 우주선의 지휘 및 통솔권을 갖고있다. 처음에는 우주선에 몰래 들어온 아이캔을 단순 침입자로 간주하였다가 나중에 아이캔이 독수리호 선장인 아버지를 구한다는 사실을 알게 되면서는 아이캔을 수색대원으로 편입시켰다. 공적인면에서는 리더쉽을 제대로 발휘하기도 하지만 사적으로는 마음이 넓어서 아버지에 대한 그리움이 짙은 아이캔에 대해 동정심을 보이기도 한다.
- 성우 - 박상일 / 센다 미츠오

리사(Lisa)
수색대원 중 유일한 여자 대원으로 아이캔과 마찬가지로 아버지를 찾기위해 우주탐사를 하게 된다. 로봇을 만들었다가 로봇에 의해 살해되었다는 헨리 경의 손녀이기도 하다. 때문에 마찬가지로 아버지에 대한 그리움이 짙은 아이캔을 이해해주기도 했다.
- 성우 - 김성희

대모(Daemo)
수색대 갑판장이며 예전에 해적질을 했다는 일설이 있기도 한 코믹 캐릭터이다. 처음에 아이캔이 왔을 때 매우 못마땅하게 여기기도 했으며 자주 투덜대기도 하지만 나중에는 아이캔을 이해하게 된다. 겁이 많고 고소공포증이 있으며 제멋대로인 성격까지 더해져 어쩌다 트러블을 일으켜서 대원들의 눈초리를 받기도 했다. 다람쥐를 매우 무서워하여 다람쥐를 생쥐로 오인하기도 한다.
- 성우 - 문영래 / 故 세키 케이로쿠[2]

박사(The Professor)
아이캔을 따뜻이 보살펴주는 노인으로 자상하고 온화한 성격을 가졌다. 아버지에 대한 그리움이 짙은 아이캔을 이해주며 우주선에 몰래 탑승했을 때도 그를 이해해주기도 했다. 조용한 성격이기도 하지만 뒤에서 수색대를 지원해주기도 하며 우주에 대한 지식이 많기도 하다.
- 성우 - 김민규 / 故 나가이 이치로[3]

코보트(Kobot)
수색대 우주선에 있는 로봇으로 박사로부터 아이캔을 따르는 로봇으로 임명되어 아이캔과 함께하게 된다. 위급할 때는 소형 비행기로 변신하여 하늘을 날기도 한다. 말을 할 줄 알며 아는 것이 많은 편이다.
이름은 Korea + Robot에서 나왔다.
- 성우 - 서혜정 / 야마다 후시기

코니(Connie)
2회부터 등장. 예나가 기르는 우주생물로 빨간색 몸에 큰 눈을 갖고있다. 처음에 아이캔과 코보트를 봤을 때 적으로 경계하기도 했으나 나중에는 친해지게 되었다.
데몬 마왕(King Daemon)
2회부터 등장. 우주 마왕성을 지배하는 로봇 마왕으로 아이캔 일행과 지구인들을 제거하고 하드론 전지를 손아귀에 쥐기위해 백방으로 노력했지만 끝내 뜻을 이루지 못하고 아이캔과 예나를 쫓다가 마왕성에서 낙하하여 죽었다.
- 성우 - 백진

마라 마왕(Queen Mara)
5회부터 등장. 데몬 마왕의 누님으로 불리는 여자 마왕으로 하나 남은 하드론 전지를 손가락에 끼고있다. 그 때문에 예나가 갖고있는 나머지 전지를 한때 손아귀에 쥐기도 하여 우주정복을 꿈꾸려 했으나 아이캔과 예나에 의해 좌절되어 죽었다.
- 성우 - 이경자 / 나카니시 타에코

코타오(Kotao)
8회부터 등장. 마라의 부관 로봇. 뭔가 목소리도, 생긴것도 행동도 방정맞은 간신배 이미지의 로봇이다. 무슨 일이 터지면 호들갑스럽게 마라에게 보고 또는 아첨하나, 이로 인해 비비라에게 찍혀 수시로 얻어터지고 분을 삭힌다.
- 성우 - 이정구 / 故 타노나카 이사무[4]

비비라(Vivira)
9회부터 등장. 원래 예나와 같은 UPO성(星) 출신의 외계인이었지만 마라 마왕의 부하로 들어가 사령관직을 맡았다. 하지만 기계가 아니라는 이유로 마라 마왕으로부터 낙인당하여 자신의 과오를 참회하며 자신의 전함으로 우주 문어를 충돌시켜 마라 마왕의 프로젝트를 좌절시킨다.
- 성우 - 서혜정 / 카츠키 마사코

바솔 왕자(Prince Basol) (일본판은 프린스)
8회부터 등장. 예나와 같은 피부를 가진 UPO성(星) 출신의 외계인이자 왕자. 우주를 정복하려는 마라 마왕에 맞서 싸우고 있으며 동시에 아이캔과 예나를 도와주는 역할을 하고 있다.
- 성우 - 백진 / 타치키 후미히코

독수리호 선장(Ican's Father)
독수리호 선장이자 아이캔의 아버지로 한때 우주탐사 도중 실종되었다가 나중에 가서 마라 마왕에 의해 조종되어 아이캔 일행을 잡으려고도 했다. 하지만 아이캔과 예나의 노력으로 마라의 조종에서 풀려나 아이캔과 감격적인 재회를 하게 된다.
- 성우 - 이정구

아도나 여왕(Queen Adona)
11회부터 등장. 아도나 행성의 여왕으로 사실상 예나의 친어머니이기도 하다. 처음에는 예나가 자신의 딸이라는 사실을 알지 못하였다가 예나가 갓난아기 때 자신이 씌워준 헤어핀을 통해서 그제서야 친딸이라는 사실을 알게 된다.
- 성우 - 김성희

## 스탭
오프닝 크레딧
- 기획: 조봉남
- 감수: 조경철
- 원작: 김대중[5]
- 구성: 최진박
- 타이틀: 이영범
- 텔레시네: 최용균, 정현수
- 주제가 작사: 최진박
- 작곡: 박형신
- 노래: 소방차
- 목소리 출연: 김순원, 장유진, 서혜정, 김민규, 박상일, 김성희, 이경자, 이정구, 임은영, 문영래, 백진
- 제공: 화승그룹, 크라운제과, 오리온, 롯데그룹, 동원그룹, 이마이크로, 대우그룹, 영진완구, 도신산업, 한성기획, 미미월드

엔딩 크레딧
- 감독: 정세권
- 작화감독: 김효태, 송신영
- 원화: 성원용, 곽노수, 조성옥, 김경자
- 동화작감: 김명숙, 고종환
- 동화: 이재수, 유승열, 이홍연
- 검사: 손소라
- 선화: 김혜자, 조인숙
- 채화: 김경애, 김진숙, 허근자
- 배경감독: 이봉수
- 배경: 권용남
- 촬영감독: 김정중
- 연출: 오세욱, 남세한
- 조연출: 한균호, 최은규
- 진행: 이중규, 한균석
- 진행보조: 윤종호, 최순천, 남성민, 노성필
- 제작프로듀서: 김영두
- 편집: 황호삼, 박근배, 황병호
- 녹음: 조정진
- 효과: 최경상
- 음악: 박형신
- 제작: KBS, KBS미디어 (구) 한국방송사업단, 세영동화(주)

### 일본어판 스탭
- 낵
- 나카무라 히사요
- 카나야 카즈미
- 사토 료스케
- 타카쿠와 신이치로

## 주제가
주제가 「우주의 원더키디」
작사: 최진박, 작곡: 박형신, 노래: 소방차
삽입곡 「그리운 고향 지구」 (4화, 11화)
작사: 김태훈, 작곡: 박형신, 노래: ???
삽입곡 「우주의 작은 영웅들」 (5화 ~ 6화, 10화)
작사: 최진박, 작곡: 박형신, 노래: 소방차
삽입곡 「아빠를 사랑해요」 (7화 ~ 8화)
작사: 최문수, 작곡: 박형신, 노래: 김순원
삽입곡 「별꽃소녀 예나」
작사: 최진박, 작곡: 박형신, 노래: 김보라나

## 방영 목록
| 회차 | 부제 (서브 타이틀)         | 본 방송일        | 본 방송일       |
| 회차 | 부제 (서브 타이틀)         | 대한민국         | 일본            |
| ---- | -------------------------- | ---------------- | --------------- |
| 1화  | 우주대사건                 | 1989년 10월 6일  | 1992년 6월 1일  |
| 2화  | 행성의 비밀                | 1989년 10월 13일 | 1992년 6월 2일  |
| 3화  | 초상화와 우주마왕          | 1989년 10월 20일 | 1992년 6월 3일  |
| 4화  | 마왕의 미소                | 1989년 10월 27일 | 1992년 6월 4일  |
| 5화  | 우주소녀와 신비한 메달     | 1989년 11월 3일  | 1992년 6월 5일  |
| 6화  | 날아라! 에어스타           | 1989년 11월 10일 | 1992년 6월 8일  |
| 7화  | 마왕성의 최후              | 1989년 11월 17일 | 1992년 6월 9일  |
| 8화  | 슬픔의 별                  | 1989년 11월 24일 | 1992년 6월 10일 |
| 9화  | 예나의 비밀                | 1989년 12월 1일  | 1992년 6월 11일 |
| 10화 | 악마의 장난                | 1989년 12월 8일  | 1992년 6월 12일 |
| 11화 | 마라의 분노                | 1989년 12월 15일 | 1992년 6월 15일 |
| 12화 | 최후의 반격                | 1989년 12월 22일 | 1992년 6월 16일 |
| 13화 | 우주의 작은영웅들 (최종회) | 1989년 12월 29일 | 1992년 6월 17일 |

## 같이 보기
- 천공의 성 라퓨타
- 스타 워즈
- 유니크론과 변신로보트

| KBS 2TV 금요일 애니메이션 (18:20 ~ 18:50)        | KBS 2TV 금요일 애니메이션 (18:20 ~ 18:50)                   | KBS 2TV 금요일 애니메이션 (18:20 ~ 18:50)                        |
| 이전 작품                                        | 작품명                                                      | 다음 작품                                                        |
| ------------------------------------------------ | ----------------------------------------------------------- | ---------------------------------------------------------------- |
| 천방지축 하니 (1989년 7월 7일 ~ 1989년 9월 29일) | 2020년 우주의 원더키디 (1989년 10월 6일 ~ 1989년 12월 29일) | 배추도사 무도사의 옛날 옛적에 (1990년 1월 5일 ~ 1990년 3월 30일) |
| KBS 2TV 금요일 애니메이션 (18:20 ~ 18:50)        |                                                             |                                                                  |
| 천방지축 하니 (1990년 4월 6일 ~ 1990년 6월 29일) | 2020년 우주의 원더키디 (1990년 7월 6일 ~ 1990년 9월 28일)   | 영심이 (1990년 10월 5일 ~ 1990년 12월 28일)                      |